# Hello Kitty no Hanabatake
Hello Kitty no Hanabatake (ハローキティーのおはなばたけ, « Le Jardin Fleuri de Hello Kitty ») est un jeu vidéo de type plates-formes destiné aux enfants, développé par Shimada Kikaku. Il a été édité par Character Soft, une filiale d’édition de jeux vidéo de Sanrio, sur Family Computer. Le jeu est sorti exclusivement au Japon le 11 décembre 1992.

## Système de jeu
Le joueur incarne Hello Kitty et doit arroser toutes les fleurs dans chaque niveau. Kitty doit éviter les animaux et les insectes qui se mettent en travers de sa route. Elle peut se défendre à l’aide d’un grand maillet.
Il est également possible de collecter de l’argent pour la caisse enregistreuse, ce qui augmente le score du joueur.
Toucher un ennemi ou dépasser la limite de temps entraîne la perte d’une vie. Lorsque toutes les vies sont perdues, la partie est terminée (game over) et le score est réinitialisé. Toutefois, le joueur dispose de continues illimités.
Le jeu comporte 18 niveaux, les neuf derniers étant plus difficiles que les premiers.